# Лландейловский ярус
| Подразделения ордовика в ОСШ (Россия), 1993 год |         |                |
| система                                         | отдел   | ярус           |
| Ордовик                                         | Верхний | Ашгиллский     |
| Ордовик                                         | Средний | Карадокский    |
| Ордовик                                         | Средний | Лландейловский |
| Ордовик                                         | Средний | Лланвирнский   |
| Ордовик                                         | Нижний  | Аренигский     |
| Ордовик                                         | Нижний  | Тремадокский   |

Лландейловский ярус — ранее выделявшийся четвёртый снизу ярус ордовикской системы в Общей стратиграфической шкале России. Выделен в 1839 году Р. Мурчисоном. Своё название ярус получил от населённого пункта Лландейло (Llandeilo) в графстве Кармартеншир, Уэльс, Великобритания. Включал в себя равную про объёму граптолитовую зону Hustedograptus teretiusculus.
В 2000—2006 гг лландейловский ярус исключён из стратиграфических шкал как Великобритании, так и России, поскольку при уточнении выяснилось, что он соответствует верхам лланвирнского и низам карадокского ярусов.